# 플레로븀
플레로븀(←영어: flerovium 플레어로비엄[*], 독일어: Flerovium 플레로비움[*])은 원자 번호 114번 원소에 붙여진 이름으로, 원소 기호는 Fl(←라틴어: flerovium 플레로비움[*])이다. 플레로븀은 안정성의 섬에 속해있는 핵이 안정된 원소이다.

## 동위 원소
플레로븀의 질량이 298였을 때 반감기가 약 10분 이상이다. 발견 당시 생성 과정은 아래 반응식과 같다.
244Pu + 48Ca -> 292Fl → 289Fl + 3n

## 이름
국제 순수·응용 화학 연합은 2011년 12월 1일 114 및 116번 원소명을 결정하여 제안했다. 원소 114의 새로운 제안 이름은 플레로븀(flerovium, 기호 Fl)이었으며, 6개월 이내에 반대 의사를 표명하도록 하였다. 원소명은 두브나 연구소 설립자인 게오르기 플료로프에서 따 왔다고 알려져 있으나 실제로는 플레로프 핵반응연구소(Flerov laboratory of nuclear reaction)의 이름을 따 왔다고 한다. 2012년 5월 30일, 114번 원소의 이름은 플레로븀으로 확정되었다.

## 같이 보기
- 안정성의 섬
- 플레로븀 동위 원소
- 확장 주기율표